# HD 131425
HD 131425，又名CP-76 931，SAO 257218、HR 5547，是一颗恒星，视星等为5.93，位于銀經310.01，銀緯-16.09，其B1900.0坐标为赤經14h 48m 26.6s，赤緯-76° -16.09′ 25″。